# Anomala errans
Anomala errans är en skalbaggsart som beskrevs av Fabricius 1775. Anomala errans ingår i släktet Anomala och familjen Rutelidae. Utöver nominatformen finns också underarten A. e. diluta.